# Niszczyciele typu Le Hardi
Niszczyciele typu Le Hardi – francuskie niszczyciele z okresu II wojny światowej. Z planowanych 12 zbudowano tylko osiem okrętów.

## Historia
Bazując na projekcie niszczycieli typu L'Adroit, w połowie lat 30. opracowano projekt nowych, nieznacznie powiększonych i zmodernizowanych okrętów, znanych jako typ Le Hardi. Okręty miały być uzupełnieniem większych niszczycieli typu Mogador. Projekt opracowano w celu przeciwdziałaniu budowanym w tym czasie włoskim i japońskim dużym niszczycielom. 

## Okręty
| Okręt         | Stocznia                                                    | Rozpoczęcie budowy | Wodowanie            | Los okrętu                  |
| ------------- | ----------------------------------------------------------- | ------------------ | -------------------- | --------------------------- |
| Le Hardi      | Ateliers et Chantiers de la Loire                           | maj 1936           | 4 maja 1938          | zatopiony 27 listopada 1942 |
| Fleuret       | Société Nouvelle des Forges et Chantiers de la Méditerranée | sierpień 1936      | 28 lipca 1938        | zatopiony 27 listopada 1942 |
| Épée          | Forges et Chantiers de la Gironde                           | październik 1936   | 26 października 1938 | zatopiony 27 listopada 1942 |
| Mameluk       | Ateliers et Chantiers de la Loire                           | styczeń 1937       | 18 lutego 1939       | zatopiony 27 listopada 1942 |
| Casque        | Forges et Chantiers de la Méditerranée                      | listopad 1936      | 2 listopada 1938     | zatopiony 27 listopada 1942 |
| Le Flibustier | Forges et Chantiers de la Méditerranée                      | marzec 1938        | 14 grudnia 1939      | zatopiony 27 listopada 1942 |
| Lansequenet   | Forges et Chantiers de la Gironde                           | grudzień 1936      | 20 maja 1939         | zatopiony 27 listopada 1942 |
| Le Corsaire   | Forges et Chantiers de la Méditerranée                      | marzec 1938        | 14 listopada 1939    | zatopiony 27 listopada 1942 |